# Список керівників держав 350 року
Список керівників держав 350 року — це перелік правителів країн світу 350 року
Список керівників держав 349 року — 350 рік — Список керівників держав 351 року — Список керівників держав за роками

## Європа
- Боспорська держава — цар Савромат V (341-370)
- Думнонія — король Конан Меріадок ап Герайнт (340–387)
- Ірландія — верховний король Муйредах Тірех (326–356)
- Римська імперія
  - на сході правив римський імператор Констанцій II (337–361)
  - на заході правив імператор Констант (337–350), його змінив імператор Юлій Непоціан, який правив 28 днів і був скинутий і страчений імператором Магнецієм (350-353)
  - на Балканах солдатами імператором проголошений Ветраніон (350)
- Святий Престол — папа римський Юлій I (337–352)

## Азія
- Велика Вірменія — цар Тиран (339–350), його змінив цар Аршак II (350-368)
- Диньяваді (династія Сур'я) — раджа Мандала Сур'я (313–375)
- Іберійське царство — цар Міріан III (284–361)
- Індія
  - Царство Вакатаків — імператор Рудрасена I (330–355)
  - Імперія Гуптів — магараджа Самудрагупта (335–380)
  - Держава Кадамба — цар Маюрашарма (345-365)
  - Камарупа — цар Пуш'яварман (350-374)
  - Західні Кшатрапи — махакшатрап Рудрасена III (348-380)
  - Кушанська імперія — великий імператор Кіпунада (345-375)
  - Династія Паллавів  — махараджа Скандаварман I (345-350), його змінив махараджа Вішнугуптаварман (350-355)
  - Раджарата — раджа Буддхадаса (341-370)
- Китай (Період шістнадцяти держав)
  - Династія Дай — цар Тоба Шеігянь (338–377)
  - Династія Пізня Чжао — ван Ши Цзянь (349-350), його змінив ван Ши Чжи (350-351)
  - Династія Рання Лян — князь Чжан Чунхуа (346-353)
  - Династія Рання Янь — імператор Мужун Цзюнь (348-360)
  - Тогон — Муюн Ціянь (329–351)
  - Династія Цзінь — імператор Сима Дань (Му-ді) (344-361), правив за допомогою матері імператриці Чу (344-357)
- Корея
  - Кая (племінний союз) — кимгван Ісипхум (346-407)
  - Когурьо — тхеван (король) Когугвон (331–371)
  - Пекче — король Кинчхого (346-375)
  - Сілла — ісагим (король) Хирхе (310–356)
- Паган — король Тілі К'яунг I (344 — 387)
- Персія
  - Держава Сасанідів — шахіншах Шапур II (309–379)
- Хим'яр — цар Карібіл Ватар Їханим III (345-360)
- Чампа — князь Фан Фо (349-377)
- Японія — імператор Нінтоку (313–399)

## Африка
- Аксумське царство — негус Езана (330–356)

## Північна Америка
- Цивілізація Майя
  - місто Тікаль — цар Кинич-Муван-Холь I (317–359)